# Funny River (Alaska)
Funny River ist ein Ort und ein census-designated place (CDP) im Kenai Peninsula Borough in Alaska. Das U.S. Census Bureau ermittelte bei der Volkszählung 2020 eine Einwohnerzahl von 1103.

## Geographie
Funny River befindet sich im Westen der Kenai-Halbinsel in einem Tieflandbereich der Halbinsel 24 km östlich von Kenai. Das CDP-Gebiet liegt am linken, südlichen Flussufer des unteren Kenai River, nordwestlich vom Skilak Lake gelegen. Es hat eine Längsausdehnung in Ost-West-Richtung von 22 km und eine maximale Breite von etwa 6 km. Am gegenüberliegenden Flussufer erstreckt sich das Sterling CDP. Im äußersten Westen grenzt das Funny River CDP an die City of Soldotna. Das namengebende Flüsschen Funny River mündet im CDP-Gebiet in den Kenai River. In Funny River gibt es zwei Kleinflugplätze. Der einzige Straßenzugang führt von Soldotna nach Funny River. In Soldotna befindet sich auch die nächstgelegene Brücke über den Kenai River.

## Geschichte
Funny River ist seit 2000 ein census-designated place. Der Ort erhielt Bekanntheit durch den Waldbrand „Funny River Fire“ im Mai 2014.

## Demografie
Zum Zeitpunkt der Volkszählung im Jahre 2020 (U.S. Census 2020) hatte Funny River 1103 Einwohner auf einer Landfläche von 201,45 km². Von den Einwohnern waren 923 Weiße, 5 afrikanisch-amerikanischer Abstammung, 43 Indigene sowie 15 Asiaten. Beim Zensus im Jahr 2000 wurden 636 Einwohner gezählt, 2010 waren es 877. Somit war die Bevölkerungsentwicklung der letzten Jahre ansteigend.